# Mistr mariánského oltáře ze Seebergu
Mistr mariánského oltáře ze Seebergu je anonymní řezbář, který přišel do Chebu koncem 2. desetiletí 16. století z oblasti Bavorska. Je pojmenovaný podle křídlového Oltáře Panny Marie ze Seebergu, který v chebské řezbářské produkci představuje vynikající dílo zásadního významu.

## Dílo
Řezbář patrně převzal místní dílnu, která zde působila už od konce 15. století. Dokladem této místní sochařské tradice jsou díla připisovaná tzv. Mistru madony z Kamenné ulice, jejichž konzervativní styl je patrný v řezbářském provedení obličejů sv. Kryštofa a sv. Anny na křídlech Oltáře ze Seebergu. Naproti tomu je vlastní vklad Mistra mariánského oltáře ze Seebergu v literatuře hodnocen jako výjimečně zdařilý a po řezbářské stránce bravurně zvládnutý. Do Západních Čech přinesl progresivní styl Hanse Leinbergera, který patřil k významným sochařům Dunajské školy.

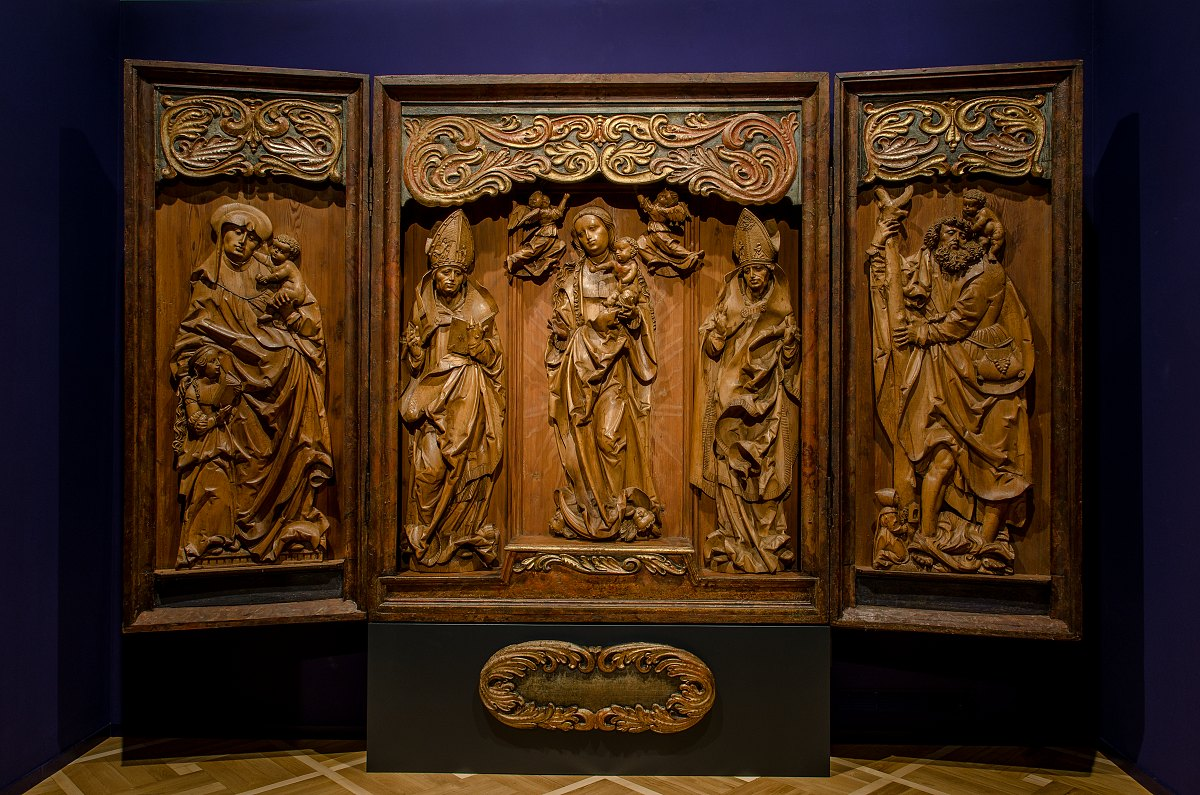
Křídlový Oltář Panny Marie ze Seebergu (kolem r. 1520)

Na Oltáři Panny Marie ze Seebergu jsou některé kompoziční rysy soch a záhybových motivů roucha příbuzné raným dílům Hanse Leinbergera (Madony ze Scheuern a Furthu) a také dílům jeho žáka Matouše Krenisse, působícího v letech 1509-1520 v Mühldorfu (sv. Mikuláš, sv. Šebestián z kláštera Niederaltaich). Spojujícím rysem jsou zejména štíhlé figury, oživené mírným natočením a kontrapostem, se zvýrazněním volné nohy obepnuté drapérií. V dílech Leinbergerových následovníků dochází ke kombinaci motivů a zjednodušení. Kreniss se osamostatnil roku 1513 a byl autorem výzdoby dveří v poutním kostele v Altöttingu (Mistr Altöttinských dveří) Socha sv. Kryštofa vykazuje podobnost s dílem tzv. Dingolfinského mistra (Meister von Dingolfing) z kaple hradu Trausnitz u Landshutu, u kterého Ševčíková cítí větší osobní vyhraněnost i vnitřní napětí, které sochy oživuje a je typické také pro Leinbergerova díla. Je pravděpodobné, že chebský sochař se pohyboval v blízkosti Leinbergera delší dobu a znal větší soubor jeho prací. Leinbergerovým reliéfům jsou blízké fyziognomické znaky figur chebského oltáře i vlastní řezbářský styl a rýhování, téměř malířské charakterizování jednotlivých částí oděvu i plastické zvýraznění objemu.

### Známá díla (dílna nebo následovníci)
- Křídlový Oltář Panny Marie ze Seebergu
- Assumpta s Ježíškem z Chebu (1520-1530), Galerie výtvarného umění v Chebu
- Assumpta s Ježíškem z Třebeně (1520-1530), Vikariát ve Františkových Lázních[zdroj⁠?!]
- Sv. Markéta, sv. Barbora, sv. Biskup (Národní galerie v Praze), sv. Biskup (soukr. sb.), součásti oltáře z let 1520-1530[7]
- Sv. biskup s knihou z Františkových Lázní (1. čtvrtina 16. stol.), Městské muzeum Františkovy Lázně
- Sv. biskup z Františkových Lázní (20.-30. léta 16. stol.), Městské muzeum Františkovy Lázně
- Assumpta ze Stupna, Západočeská galerie v Plzni